# Malta van A tot Z

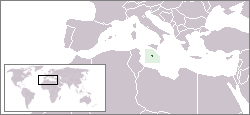
Locatie van Malta

## A
Georgina Abela -
Eddie Fenech Adami -
Charles Agius -
Gilbert Agius -
Norbert Attard -
Edgar Azzopardi -
Nicole Azzopardi

## B
Birkirkara -
Etienne Bonello -
George Bonello Dupuis -
Joseph Borg -
Joe Brincat -
Buġibba -
Carmel Busuttil -
Anton Buttiġieġ -
John Buttigieg

## C
Charles Camilleri -
Caravaggio -
Glormu Cassar -
Lynn Chircop -
Christian Workers Party -
Andrew Cohen -
Comino -
Cominotto

## D
Michael Degiorgio -
Districten van Malta -
Tony Drago

## F
Fabrizio Faniello -
Filfla -
Fungus Rock

## G
Thea Garrett -
Lawrence Gonzi -
Gozo

## H
Ħ -
Hal Saflieni Hypogeum -
John Holland

## I
L-Innu Malti -
ISO 3166-2:MT

## L
Olivia Lewis -
Ira Losco

## M
Malta (eiland) -
Malta (land) -
Malta en het Eurovisiesongfestival -
Malta Labour Party -
Malta Workers Party -
Maltees -
Maltese euromunten -
Maltese lira -
Maltezer Orde -
Manoel Island -
Mdina -
Megalithische tempels van Malta -
Renato Micallef -
Michael Mifsud -
Dennis Mizzi -
Mosta -
Mario Muscat

## N
Chucks Nwoko

## P
Claudette Pace -
Jamie Pace -
Partit Nazzjonalista -
Daniel Piscopo -
George Preca

## Q
Qawra

## S
Saint Paul's Islands -
Nicholas Saliba -
Frans Sammut -
Kevin Sammut -
San Pawl il-Baħar -
William Savona -
Chiara Siracusa -
Andre Schembri -
Stefan Sultana

## V
Valletta -
Glen Vella -
Vlag van Malta

## W
Stephen Wellman -
Ivan Woods